# 10295 Hippolyta
10295 Hippolyta è un asteroide areosecante. Scoperto nel 1988, presenta un'orbita caratterizzata da un semiasse maggiore pari a 1,9747747 UA e da un'eccentricità di 0,3335117, inclinata di 19,24354° rispetto all'eclittica.
L'asteroide è dedicato a Ippolita, la regina delle Amazzoni. 